# Oscaravis
Oscaravis olsoni is een uitgestorven roofvogel behorend tot de Teratornithidae die in het Pleistoceen op Cuba leefde. 

## Kenmerken
Oscaravis was een relatief kleine soort uit de Teratornithidae.